# خرائط الويب
رسم خرائط الویب أو رسم الخرائط عبر الإنترنت ھو عملیة استخدام الخرائط التي تقدمھا أنظمة المعلومات الجغرافیة على الإنترنت، وبشكل أكثر تحدیدًا في شبكة الإنترنت العالمیة.
تُقدم وتُستخدم خریطة الویب أو الخریطة على شبكة الإنترنت، لذا فإن رسم خرائط الویب ھو أكثر من مجرد رسم خرائط، فھي خدمة یمكن للمستھلكین من خلالھا اختیار ما ستظھره الخريطة  یؤكد نظام المعلومات الجغرافیة على الویب جوانب المعالجة البیانات الجغرافیة التي تتضمن جوانب التصمیم مثل الحصول على بیانات وھندسة برنامج الخادم مثل تخزین البیانات والخوارزمیات، أكثر مما تشمله تقاریر المستخدم النھائي نفسھا.
ما زال مصطلحا نظام المعلومات الجغرافیة ورسم خرائط الشبكة مترادفان إلى حد ما. یستخدم نظام المعلومات الجغرافیة خرائط الویب، ویكتسب المستخدمون النھائیون الذین یرسمون خرائط الویب إمكانیات  تحلیلیة. یشیر مصطلح خدمات تحدید الموقع إلى رسم خرائط للسلع والخدمات الاستھلاكیة على شبكة الإنترنت. عادةً ما یتضمن رسم خرائط الویب متصفح الویب أو وكیل مستخدم آخر قادر على التفاعل بین العمیل والخادم. وتؤدي مسائل الجودة، وسھولة الاستخدام، والمنافع الاجتماعیة، والقیود القانونیة، إلى تطورھا.
یُعد ظھور رسم الخرائط على شبكة الإنترنت اتجاھًا جدیدًا رئیسیًا في رسم الخرائط. حتى وقت قریب، اقتصر رسم الخرائط على عدد قلیل من الشركات والمعاھد ووكالات رسم الخرائط، ما تطلب معدات وبرمجیات مكلفة ومعقدة نسبیًا، فضلاً عن رسامي خرائط المھرة والمھندسین الجیوماتیكیین.
جلبت خریطة الویب العدید من مجموعات البیانات الجغرافیة، متضمنةً تلك المجانیة التي أنشأتھا خریطة الشارع المفتوحة ومجموعات البیانات المسجلة الملكیة التي تملكھا شركة ھیر، وجوجل، وتینسنت، وتومتوم، وغیرھا.
صُممت ونُفذت مجموعة من البرامج المجانیة لتولید الخرائط إضافةً إلى الأدوات مسجلة الملكیة مثل نظام آركجز. ونتیجة لذلك، انخفض الحاجز الذي یحول دون دخول خرائط التقدیم على شبكة الإنترنت.

## الأنواع
صنف كراك للمرة الأولى سنة 2001 خرائط الویب. فمیز خرائط الویب الثابتة والدینامیكیة، ومیز خرائط الویب التفاعلیة وعرضھا فقط. ویوجد الیوم عدد متزاید من أنواع خرائط الویب الدینامیكیة، ومصادر خرائط الویب الثابتة.

### خرائط الويب الثابتة

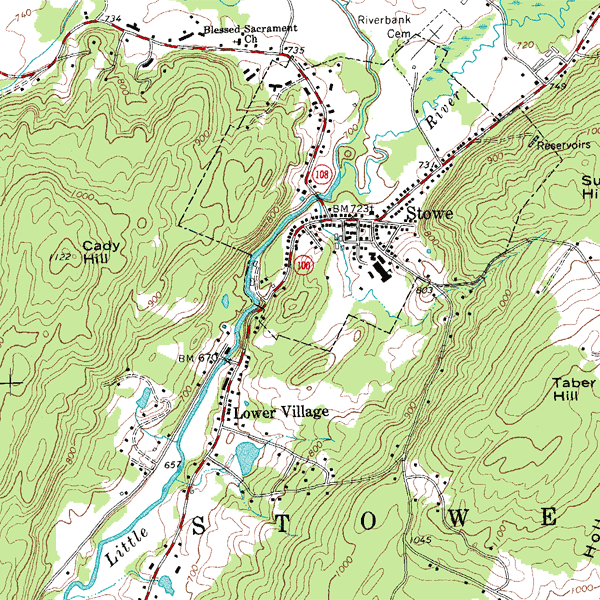
A الماسح الجيولوجي الأمريكي DRG – خرائط الويب الثابتة

صفحات الویب الثابتة ھي مشاھدة فقط دون رسوم متحركة أو تفاعلیة. تُنشأ ھذه الملفات مرة واحدة، یدویًا في كثیر من الأحیان، وتُحدث بشكل غیر منتظم. وتشمل ھذه الخرائط خرائط ورقیة ممسوحة ضوئیًا غیر مصممة كخرائط للشاشة. الخرائط الورقیة ذات دقة وكثافة معلوماتیة أعلى بكثیر من العروض الحاسوبیة العادیة لنفس الحجم المادي، وقد تكون غیر قابلة للقراءة عند عرضھا على الشاشات عند الاستبانة الخاطئة.

### الخرائط المنشأة بفعاليه
هذه الخرائط يتم إنشاؤها على الطلب في كل مرة يُعيدُالمستخدم تحميل صفحاتَ الويب، وغالبا من مصادر البيانات الديناميكية، مثل قواعد البيانات. خادم الويب يولد باستخدام ملقم الويب أو تقرير مكتوب البرمجيات

### خرائط الويب الموزعه
هذه الخرائط يتم إنشاؤها من مصدر البيانات الموزعة. و[خدمة الخرائط الرقمية | جمعية] بروتوكول يقدم طريقة موحدة لخرائط الحصول على خوادم أخرى. خادمات WMS يُمْكِنُ أَنْ تَجْمعَ هذه المصادرِ المختلفةِ، وإعادة إسقاط طبقات الخريطة، إذا لزم الأمر، واعادتهم كصورة مجتمعة تحتوي على جميع طبقات طلبت الخريطة. خادم واحد يمكن أن يقدم قاعدة الخريطة الطوبوغرافية، في حين خوادم أخرى يمكن أن توفر طبقات الموضوعية.

### خرائط الويبِ المُتَحَرّكةِ
خرائط متحركة تظهر تغييرات في الخريطة أكثر من مرة من قبل موحية واحدة من متغيرات الرسومية أو الزمانية.. البيانات المختلفة والوسائط المتعددة الأشكال والتكنولوجيات تسمح عرض الخرائط على شبكة الإنترنت المتحركة: SVG، أدوبي فلاش، جافا، كويك تايم، وما إلى ذلك، أيضا بدرجات متفاوتة من التفاعل..). ومن الأمثلة على شبكة الإنترنت للاطلاع على الخرائط المتحركة هي خرائط الطقس والخرائط عرض الظواهر الطبيعية أو الحيوية الأخرى (مثل التيارات المائية، وأنماط الرياح وتدفق حركة المرور، وتدفق التجارة، وأنماط التواصل، إلخ).

### خرائط ويب الوقت الحقيقي
خرائط توضح الوضع الحقيقي لظاهرة قريبة في الوقت الحقيقي (إلا بضع ثوان أو دقائق تأخير) .. البيانات التي يتم جمعها بواسطة أجهزة استشعار والخرائط التي يتم إنشاؤها أو تحديثها على فترات منتظمة أو على الفور على الطلب. الأمثلة على ذلك خرائط الطقس والخرائط المرورية أو أنظمة مراقبة المركبات.

### خرائط الويبِ الشخصيةِ
تسمح خرائط الويب الشخصيةِ للمستخدم الخريطة لتطبيق تصفية البيانات الخاصة، والمحتوى والتطبيق الانتقائي ليهذب الشخصية، وتجسيدالخريطة. و OGC (فتح ائتلاف الجغرافية المكانية) يوفر معيار SLD (وصف طبقةِ المُصَمَّمِ) التي قد يتم إرسالها إلى ملقم الجمعية لتطبيق الأساليب الفردية.هذا يُشيرُ ضمناً إلى أنَّ تركيبَ البياناتَ ومحتوى خادمِ WMS البعيد يُوثّقانِ بشكل صحيح.

### خرائط الويب المخصصة
خرائط ويب في هذه الفئة عادة ما يكون نظام رسم الخرائط أكثر تعقيدا على شبكة الإنترنت التي توفر واجهات برمجة التطبيقات لإعادة استخدامها في أشخاص آخرين في صفحات الويب والمنتجات.! مثال لمثل هذا النظام مع API لإعادة فتح طبقات (خرائط Framework, Yahoo و Google Maps).

### خرائط الويبِ التفاعليةِ
التفاعل هو واحد من أهم مزايا الشاشة وأساس الخرائط على شبكة الإنترنت.. فهي تساعد على تعويض عن عيوب الشاشة والخرائط على شبكة الإنترنت. التفاعل يساعد على استكشاف الخرائط، وتغيير معالم الخريطة، انتقل والتفاعل مع الخريطة، وتكشف عن معلومات إضافية، لربط الموارد الأخرى، وأكثر من ذلك بكثير. من الناحية الفنية، فإنه يتحقق من خلال مجموعة من الأحداث، والبرمجة والتلاعب DOM.

### خرائط الويبِ التحليليةِ
هذه الخرائط تعرض تحليل نظام المعلومات الجغرافية GIS، إما مع تقديم بيانات جيولوجية، أو مع بيانات جيولوجية تم تحميلها من قبل مستخدم الخريطة. كما ذكر آنفا، فإن الحد الفاصل بين خرائط الويب التحليلية ونظم المعلومات الجغرافية GIS على شبكة الإنترنت هو واضح. في كثير من الأحيان، وأجزاء من التحليل هي التي تضطلع بها لنظم المعلومات الجغرافية وجانب الخادم GIS والعميل يعرض نتيجة التحليل. وكسب المزيد من العملاء على شبكة الإنترنت، والمزيد من القدرات، وهذا قد تقاسم مهمة التحول تدريجيا.

### الأطالس على الإنترنت
یمر الأطلس التقلیدي بمرحلة تحول ملحوظة عند استضافتھ على الویب. قد توقف الأطالس نسخھا المطبوعة أو توفر الطباعة عند الطلب. توفر بعض الأطالس تنزیلات أولیة للبیانات الخاصة بمصادر البیانات الجغرافیة المكانیة الأساسیة

### خرائط الويبِ التعاونيةِ
الخرائط التعاونیة ھي إمكانیات نامیة. في البرمجیات التعاونیة مسجلة الملكیة أو مفتوحة المصدر، یتعاون المستخدمون على إنشاء وتحسین تجربة رسم خرائط الویب. توجد بعض المشاریع التعاونیة لرسم خرائط الشبكة العالمیة وھي:
•صانع خرائط جوجل
•مخترع الخرائط
• خریطة الشارع المفتوح
•ویكیمابیا
•میتاماب، مسح لمقترحات

## مزايا الخرائط على الإنترنت

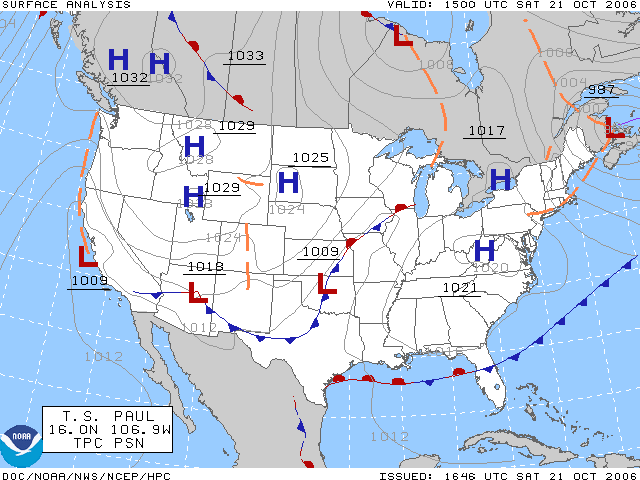
الطقس السطحية والتحليل بالنسبة لـ الولايات المتحدة في 21 أكتوبر، 2006.

- خرائط ويب يمكنها بسهولة نقل المعلومات حتى الآن. إذاكانت الخرائط تتولد تلقائيا من قواعد البيانات، يمكنهم عرض المعلومات تقريبا في الوقت الحقيقي. انهم لا يحتاجون إلى أن تكون مطبوعة، ويتقن توزيعها: أمثلة:
  - خريطة تبين نتائج الانتخابات، حالما تصبح متاحة نتائج الانتخابات.
  - وأظهرت خريطة للعرض حالة المرور قرب الوقت الحقيقي باستخدام البيانات التي جمعتها حركة شبكات الاستشعار.
  - خريطة تبين المواقع الحالية للمركبات النقل الجماعي مثل الحافلات أو القطارات، مما يسمح للرعاة للتقليل من وقت الانتظار في محطات أو مراكز، أو أن تكون على علم التأخير في الخدمة.
  - خرائط الطقس، مثل NEXRAD.
- برامج وأجهزة البنية التحتية للخرائط على شبكة الإنترنت هي رخيصه. خادم الويب الأجهزة وبأسعار زهيدة، والعديد من الأدوات مفتوحة المصدر موجود لإنتاج الخرائط على شبكة الإنترنت.
- تجديدات المُنتَجِ يُمْكِنُ أَنْ تَكُونَ مُوَزَّعة بسهولة. لأن خرائطَ الويبِ تُوزّعُ كلا المنطق والبيانات بكُلّ طلب أَو تحميل، تجديدات مُنتَجِ يُمْكِنُ أَنْ تَحْدثَ كُلَّ مَرَّةٍ يُعيدُ مستعملُ الويبَ تحميل التطبيقَ. في فنّ رسم الخرائطِ التقليديِ، عندما يَتعاملُ مع الخرائطِ المطبوعةِ أَو الخرائطِ التفاعليةِ وزّعا على أجهزةِ الإعلام الغير متَّصلةِ (قرص مدمج، دي في دي، الخ.)، تسبّبَ تجديدَ خريطةِ جُهودَ جدّيةَ، تسبّب إعادة طبع أَو تَجديد نسخة بالإضافة إلى إعادة توزيع أجهزةِ الإعلام. بخرائطِ الويبِ، تجديدات المُنتَجَ والبياناتَ أسرع وأرخص وأسهل، ويُمْكِنُ أَنْ يَحْدثا في أغلب الأحيان أكثر.
- كانوا يعملون عبر متصفحات وأنظمة التشغيل.إذا الخرائط على شبكة الإنترنت يتم تنفيذها على أساس المعايير المفتوحة، ونظام التشغيل الأساسي، والمتصفح لا يهمان.
- خرائط على الإنترنت يمكن أن تجمع بين مصادر البيانات الموزعة.. باستخدام المعايير المفتوحة وموثقة واجهات برمجة التطبيقات APIs واحدة يمكن أن تدمج مصادر بيانات مختلفة، إذا كان نظام التقدير، مِقياس خريطةِ ومباراةِ بياناتِ الممتازةِ. استخدام مصادر بيانات مركزية يزيل العبء عن المؤسسات الفردية للحفاظ على نسخ من مجموعات البيانات نفسها. الجانب السلبي هو أن على المرء أن تعتمد على الثقة وعلى مصادر البيانات الخارجية.
- خرائط ويب تسمح للتخصيص. باستخدام التشكيلات الجانبية للمستخدم، والمرشحات الشخصية ويهذب الشخصية، وتجسيدا، يمكن للمستخدمين تكوين وتصميم الخرائط الخاصة بها، إذا نظم رسم الخرائط على شبكة الإنترنت يدعم التخصيص. القضايا سهولة التصفح ويمكن معالجتها بنفس الطريقة). إذا يمكن للمستخدمين تخزين وأنماط الألوان المفضلة لأنها يمكن أن تجنب تركيبات الألوان انهم لا يستطيعون بسهولة تمييز (على سبيل المثال بسبب عمى الألوان).
- تُمكّنُ خرائطُ الويبِ تخطيطاً تعاونياً. على غرار مشروع ويكيبيديا، تكنولوجيات رسم الخرائط على شبكة الإنترنت، مثل (DHTML/Ajax, SVG, Java, Adobe Flash)وما إلى ذلك وزعت تمكين الحصول على البيانات والجهود التعاونية. أمثلة لمثل هذه المشاريع هي مشروع خريطة الشارع المفتوحة أو Google Earth. كما هو الحال مع المشاريع الأخرى المفتوحة، وضمان الجودة مهم جدا، ولكن!
- خرائط ويب دعم التوصيل إلى غيرها من المعلومات على شبكة الإنترنت. تماما مثل أي صفحة أخرى على الإنترنت أو من ويكي، يمكن أن الخرائط على شبكة الإنترنت تتصرف مثل فهرس إلى غيرها من المعلومات على شبكة الإنترنت. أي منطقة حساسة في الخريطة، وهو نص التسمية، وما إلى ذلك يمكن أن توفر وصلات إلى معلومات إضافية. كمثال على ذلك خريطة توضح خيارات وسائل النقل العام يمكن ربط مباشرة إلى الجزء المقابل في القطار على الإنترنت وقت الجدول.
- فمن السهل أن دمج الوسائط المتعددة في ومع الخرائط على شبكة الإنترنت. متصفحات الويب الحالية تدعم التشغيل من الفيديو، الصوت والصور المتحركة (SVG, SWF, Quicktime)، وغيرها من الوسائط المتعددة الأخرى).

## عيوب الخرائط على شبكة الإنترنت والمسائل المثيرة للجدل
- قضايا الاعتمادية—التعويل على شبكة الإنترنت وخدمة البنية التحتية ليست جيدة بما فيه الكفاية حتى الآن. لا سيما إذا كان يعتمد على خريطة الشبكة الخارجية، وتوزيع مصادر البيانات، والمؤلف الأصلي في كثير من الأحيان لا تستطيع أن تضمن توافر هذه المعلومات.
- بيانات جيولوجية باهظ الثمن—خلافا لما حدث في الولايات المتحدة، حيث تتم إدارة المعطيات الجغرافية التي تجمعها المؤسسات الحكومية عادة ما تكون متاحة مجانا أو بأسعار زهيدة، وعادة ما تتم إدارة المعطيات الجغرافية مكلفة جدا في أوروبا، أو في أجزاء أخرى من العالم.
- عرض النطاق الترددي القضايا—ويب الخرائط عادة ما تحتاج إلى عرض النطاق الترددي عالية نسبيا.
- محدودية مساحة الشاشة—مثل غيرها من القائمة مع شاشة الخرائط والخرائط على شبكة الإنترنت لدينا مشكلة المساحة المحدودة الشاشة.. هذا هو على وجه الخصوص مشكلة بالنسبة للخرائط الويب الجوال وخدمات تحديد المواقع حيث خرائط لها ليتم عرضها في شاشات صغيرة جدا مع قرارات منخفضة تصل إلى 100 × 100 بكسل. يؤمل أن التقدم التكنولوجي يساعد على التغلب على هذه القيود.
- قضايا النوعية والدقة—خرائط كثيرة على شبكة الإنترنت هي من نوعية سيئة، سواء في تعبير بالرموز، والمحتوى ودقة البيانات.
- المعقدة للتطوير—وعلى الرغم من تزايد توافر الأدوات المجانية والتجارية لإنشاء الشبكة العالمية لرسم الخرائط وتطبيقات نظام المعلومات الجغرافية على شبكة الإنترنت، فإنها لا تزال مهمة معقدة لإنشاء خرائط تفاعلية على الشبكة العالمية. تكنولوجيات كثيرة، ونماذج والخدمات ومصادر البيانات يجب أن تتقن وتتكامل.
- أدوات التنمية الغير ناضجة—وبالمقارنة مع تطوير تطبيقات مستقل مع أدوات التنمية المتكاملة، وتطوير البيئات والتصحيح من تكتل لتكنولوجيات مختلفة على شبكة الإنترنت ما زال مربكا وغير مريح.
- قضايا حقوق الطبع والنشر—كثير من الناس لا تزال مترددة في نشر بيانات جيولوجية، وخاصة في ضوء أن بيانات جيولوجية مكلفة في بعض أجزاء العالم. انهم يخشون من التعدي على حق المؤلف لأشخاص آخرين باستخدام البيانات الخاصة بهم دون تقديم الطلبات للحصول على إذن مناسب.
- قضايا الخصوصية—مع المعلومات المتاحة مفصلة ومزيج من مصادر البيانات وتوزيعها، فمن الممكن أن يجد خارجا، والجمع بين الكثير من المعلومات الشخصية الخاصة والفردية للأشخاص. الممتلكات والعقارات للأفراد هي الآن في متناول من خلال ارتفاع القرار الجوي وصور الأقمار الصناعية في جميع أنحاء العالم إلى أي شخص.

## تاريخ رسم الخرائط على الإنترنت
| - رسم الخرائط ذات الصلة الأحداث - الأحداث الفنية المتصلة مباشرة لرسم الخرائط على الإنترنت - التقنية أحداث العام - الأحداث المتصلة معايير الويب |

هذا القسم يحتوي على بعض المعالم البارزة لرسم الخرائط على شبكة الإنترنت، وخدمات الخرائط والأطالس على الإنترنت. لأن رسم الخرائط على الإنترنت تعتمد على التكنولوجيات الميسرة من الشبكة، وهذا القسم يتضمن أيضا معالم قليلة من شبكة الإنترنت.
- 1989-09 : أنشأت (شبكة الاتصالات العالمية) WWW، WWW اخترعت في سيرن (CERN) لتبادل وثائق البحوث.[9]
- 1990-12 : أول مستعرض ويب وخادم الويب، تيم بيرنرز لي (Tim Berners-Lee) كتب أول متصفح ويب، وخادم ويب.
- 1991-04 : (المتشعب) HTTP 0.9 البروتوكول، والتصميم الأول للبروتوكول (المتشعب)HTTP للاتصال بين المتصفح والخادم.
- 1991-06 : مستعرض ViolaWWW 0.8، متصفح الويب الشعبي الأول. كتب لX11 على يونيكس.
- 1991-08 : مشروع شبكة الاتصالات العالمية التي أعلنت في الأخبار العامة، ويعتبر هذا التاريخ لأول مرة على الشبكة. أعلنتْ في مجموعةِ الأخبار alt.hypertext العامة.
- 1992-06 : (المتشعب) HTTP 1.0 البروتوكول، والإصدار 1.0 من بروتوكول المتشعب. يستحدث طريقة البريد والاتصالات المستمرة.
- 1993-04 : سيرن (CERN) كما أعلنت الشبكة الحرة، سيرن (CERN)أعلنت أن الوصول إلى شبكة الإنترنت سيكون مجانا للجميع.والشبكة العالمية المكتسبة الكتلة الحرجة.
- 1993-06 :(لغة تأثير النصوص التشعبية)(HTML 1.0). والنسخة الأولى من أتش تي أم أل، التي نشرها الأستاذ بيرنرز لي ودان كونولي.
- 1993-07 :Xerox PARC Map Viewer، هي خادم الخريطة الأولى على أساس CGI/Perl، ويسمح للتصميم إعادة الإسقاط وتعريف مدى الخريطة.
- 1994-06 : وأطلس الوطني لكندا، والنسخة الأولى من الأطلس الوطني لكندا قد أفرج عنه. ويمكن اعتبار هذا الأطلس على الإنترنت الأولى.
- 1994-10 : متصفح Netscape 0.9 (الفسيفساء)، النسخة الأولى بشعبية كبيرة متصفح Netscape Navigator المستكشف.
- 1995-03 : جافا 1.0، النسخة العامّة الأولى من جافا.
- 1995-11 :HTML (لغة تأثير النصوص التشعبية) وعرض النماذج وتحميل الملفات، وتدويل العميل خرائط الصور الجانبية.
- 1995-12 : جافاسكريبت 1.0، وعرض السيناريو الأول استنادا على التفاعل.
- 1995 : خريطة الدليل (MapGuide)، لأول مرة كما MapGuide رقيب.
- 1996-01 : JDK 1.0, النسخة الأولى من (Sun JDK) صن جي دي كي.
- 1996-02 :(Mapquest) خريطة السعي، والأولى على الإنترنت شعبية العناوين المطابقة مع دائرة التوجيه ورسم خرائط الإخراج.
- 1996-06 : خريطة المتعددة، بدأت المملكة المتحدة بتقديم موقع خرائط المتعددة على الإنترنت، والتوجيه وخدمات تحديد المواقع. نمت لتصبح واحدة من أكثر المواقع شعبية على شبكة الإنترنت في المملكة المتحدة.
- 1996-11 : خريطة التصور والتحليل المنتج (Geomedia WebMap 1.0)، النسخة الأولى من Geomedia WebMap، تدعم بالفعل الرسومات الموجهة من خلال استخدام (ActiveCGM)المدراء العامين بالموقع.[10]
- 1996 - سقوط : خريطة الدليل، Autodesk المكتسبة رقيب التكنولوجيا وأدخلت (Autodesk) خريطة الدليل 2.0 .
- 1996-12 : ماكروميديا فلاش 1.0، النسخة الأولى من ماكروميديا فلاش البرنامج المساعد.
- 1997-01 : HTML 3.2، وعرض الجداول، والتطبيقات، وعناصر السيناريو، والوسائط المتعددة العناصر، انسياب النص حول الصور، الخ.
- 1997-03 : الشركة النرويجية Mapnet تطلق طلب www.epi.no مع نشاطات طبقة POI لنتائج العقارات.
- 1997-06 : الولايات المتحدة أون لاين أطلس المبادرة الوطنية، ودائرة المسح الجيولوجي الأميركية تلقت ولاية لتنسيق وتهيئة الإنترنت الأطلس الوطني للولايات المتحدة الأمريكية.
- 1997-07 : UMN MapServer 1.0، وضعت كجزء من وكالة ناسا ForNet المشروع. انبثقت من الحاجة إلى توفير بيانات الاستشعار عن بعد عبر الشبكة العالمية للحرجيين.
- 1997-12 : HTML 4.0، المقدمة مع التصميم المغلق، المطلق والنسبي لتحديد المواقع من العناصر، والإطارات، والعنصر الكائن، الخ.
- 1998-06 : Terraserver الولايات المتحدة الأمريكية، وخدمة الخرائط الرقمية التي تخدم الصور الجوية (أساسا ب + ث)، ودائرة المسح الجيولوجي الأميركية DRGs قد أفرج عنه. واحدة من جمعية الشعبية الأولى. هذه الخدمة هو جهد مشترك من هيئة المسح الجيولوجي الأمريكية ومايكروسوفت وإتش بي.
- 1998-07 : UMN MapServer 2.0، أضيفت لدعم (PROJ.4) إعادة التوقيت.
- 1998-08 : MapObjects خريطة خادم الإنترنت، معهد البحوث الاقتصادية للدخول إلى الشبكة العالمية لرسم الخرائط التجارية.
- 1999-03 : HTTP 1.1 البروتوكول، والإصدار 1.1 من بروتوكول المتشعبHTTP 1.1 يقدم طلب النقل بواسطة خط أنابيب للاتصالات متعددة بين الخادم والعميل. هذه الصيغة لا تزال في استخدام اعتبارا من عام 2007.
- 1999-08 : الأطلس الوطني لكندا، 6th طبعة، هذا الإصدار الجديد الذي أطلق في مؤتمر عام 1999 للحلف التعاوني الدولي في أوتاوا. قدم العديد من الميزات الجديدة والمواضيع. ويجري تحسنت تدريجيا منذ ذلك الحين، واصلت وحتى تاريخه مع التقدم التقني.
- 2000-02 : ArcIMS 3.0، الإصدار الأول من العام لمعهد البحوث الاقتصادية.
- 2000-06 :ESRI Geography Network، معهد البحوث الاقتصادية ESRI التي تأسست لتوزيع البيانات والخدمات الخريطة على شبكة الإنترنت.
- 2000-06 : UMN MapServer 3.0، وضعت كجزء من وكالة ناسا TerraSIP المشروع. هذا هو أيضا العام الأول، مفتوحة المصدر الإفراج عن UMN Mapserver. وأضاف النقطية الدعم والتأييد لخطوط تروتايب>
- 2000-08 : مشغل فلاش 5، وهذا عرض أكشن 1.0 (ECMAScript متوافق).
- 2001-06 : MapScript 1.0 ل UMN MapServer، وتضيف الكثير من المرونة ل UMN MapServer لإيجاد الحلول
- 2001-09 : SVG 1.0 توصية W3C. (قابلة للرسومات المتجهات)SVG 1.0 أصبحت توصية W3C المنظمة العالمية.
- 2001-09 : Tirolatlas ، هناك درجة عالية من تفاعلية الأطلس على شبكة الإنترنت، والأولى أن يكون على أساس معيار SVGإٍس في جي.
- 2002-06 : UMN MapServer 3.5، واضافت لدعم PostGIS وArcSDE. الإصدار 3.6 اضيف لدعم OGC WMSالأوليه.
- 2002-07 : ArcIMS 4.0، الإصدار 4 من ArcIMS خريطة خادم الويب.
- 2003-01 : SVG 1.1 توصية W3C ، تصبح توصية W3C. هذا يقدم لمحات النقال SVG Tiny وSVG الأساسية.
- 2003-06 :NASA World Wind, أصدرتْ ريح ناسا العالمية. الكرة الأرضية الافتراضية المفتوحة التي تُحمّلُ البياناتَ مِنْ المصادرِ المُوَزَّعةِ عبر الإنترنتِ.التضاريس والمباني ويمكن الاطلاع 3 بشكل بعدي. ال [XML (القائمة) لغة الترميز يتيح للمستخدمين دمج محتوى الشخصية الخاصة بهم. هذا العالم الظاهري الاحتياجات الخاصة وبرامج لا يعمل في متصفح الويب.
- 2003-07 : UMN MapServer 4.0، ويضيف 24bit النقطية دعم الإنتاج وتقديم الدعم لـ PDF و SWF هم.
- 2003-09 : مشغل فلاش 7، هذا المُقَدَّمِ ActionScript 2.0 (متوافق مع ECMAScript 2.0 (تحسين وجوه التوجه)).كما يدعم إعادةِ فيديو أوليِ أيضاً.
- 2004-07 : OpenStreetMap تأسست على يد ستيف الساحل. OSM على شبكة الإنترنت هو أساس مشروع تعاوني لإنشاء خريطة العالم تحت رخصة حرة.
- 2005-01 : نيكولاس شيلر ينشأ تفاعلية («خريطة الافتتاحية») من وسط مدينة واشنطن العاصمة.
- 2005-02 : خرائط جوجل، النسخة الأولى من خرائط جوجل. بناء على النقطية المنظمة في خطة رباعية شجرة، وتحميل البيانات مَعْمُوله مَع XMLHttpRequests.تطبيقِ التخطيط هذاأصبح يتمتع بشعبية كبيرة ورسم الخرائط على الشبكة، وأيضا لأنه يسمح للناس أيضا بدمج خدمات خريطة جوجل في موقعه على الإنترنت الخاصة بها.
- 2005-04 : UMN MapServer 4.6، أضيفت لدعم SVG إس في جي.
- 2005-06 : غوغل الأرض Google Earth، النسخة الأولى من جوجل الأرض أطلق بناء على استعارة العالم الافتراضي. التضاريس والمباني ويمكن الاطلاع 3 بشكل بعدي. وKML (قاعدة XML) لغة الترميز يتيح للمستخدمين دمج محتوى الشخصية الخاصة بهم. هذا العالم الظاهري الاحتياجات الخاصة وبرامج لا يعمل في متصفح الويب.
- 2005-11 : فايرفوكس 1.5، أولا مع فايرفوكس الإصدار الأصلي لـ SVG الدعم. وتدعم البرمجة ولكن لا تدعم الرسوم المتحركة.
- 2006-05 : ويكيمابيا المطلقة
- 2006-06 : أوبرا 9، أوبرا 9 إصدار النشرات واسعة النطاق مع SVG الدعم (بما في ذلك البرمجة والرسوم المتحركة).
- 2006-08 : SVG 1.2 موبايل المرشح التوصية، SVG موبايل هذا الملف يدخل تحسين دعم الوسائط المتعددة والعديد من الميزات المطلوبة لبناء تطبيقات إنترنت غنية على الإنترنت.

## تقنيات رسم الخرائط الويب
العدد المحتمل للتكنولوجيات لتنفيذ مشاريع لرسم الخرائط على شبكة الإنترنت تكاد تكون لا متناهية. ويمكن لأي بيئة البرمجة، لغة البرمجة والإطار جانب الخادم يمكن استخدامها لتنفيذ مشاريع لرسم الخرائط على شبكة الإنترنت. في أي حال، سواء خادم والتكنولوجيات جانب العميل لا بد من استخدامها. فيما يلي قائمة من خادم المحتملة وشعبية والتكنولوجيات جانب العميل تستخدم لرسم الخرائط على شبكة الإنترنت.

### تقنيات جانب الخادم
- خادم ويب --والشبكة العالمية هي المسؤولة عن معالجة الطلبات المتشعب من متصفحات الويب وغيرها من عوامل المستخدم. في حالة أبسط أنها تخدم الملفات الثابتة، مثل أتش تي أم أل صفحات أو ملفات الصور الساكنة. ملقمات ويب أيضا التعامل مع والتوثيق، والتفاوض المحتوى، ويشمل الجانب الخادم، وإعادة كتابة عنوان تقدم الطلبات إلى الموارد الحيوية، مثل المجموعة الاستشارية لاندونيسيا التطبيقات أو جانب الخادم لغات البرمجة. يمكن أن تعتبر وظيفة خادم ويب وعادة ما يكون تعزيز استخدام وحدات أو ملحقات.. الأكثر شعبية خادم الويب أباتشي، تليها ملقم معلومات إنترنت وغيرها.
  - سي جي آي (CGI)  (واجهة البوابة المشتركة) التطبيقات التنفيذية التي تعمل على الشبكة العالمية في ظل بيئة وأذونات المستخدم للمستخدم الويب. ويجوز أن يكتب في أي لغة برمجة (المترجمة) أو لغة البرمجة (مثل بيرل).

تطبيق سي جي آي تطبق البروتوكول واجهة البوابة المشتركة، والعمليات والمعلومات المرسلة من قبل العميل، ويفعل ما ينبغي أن تفعله التطبيق، وترسل النتيجة مرة أخرى في شكل مقروء على شبكة الإنترنت إلى العميل. كمثال متصفح ويب قد إرسال طلب إلى تطبيق مبادرة سي جي آي للحصول على خريطة الشبكة مع خريطة حد معين، والتصميم والخريطة طبقة الجمع. SVG. والنتيجة هي شكل صورة، على سبيل المثال (JPEG, PNG or SVG).للتحسينات في الأداء واحدة ويمكن أيضا تثبيت سي جي آي تطبيقات مثل FastCGI. هذه الأحمال بعد تطبيق خادم الويب هو بدأ ويحتفظ التطبيق في الذاكرة، مما يلغي الحاجة إلى إنتاج عملية منفصلة في كل مرة طلب يجري.
- - بدلا من ذلك، يمكن للمرء أن استخدام لغات البرامج النصية المضمنة في الشبكة العالمية باعتبارها وحدة، مثل (PHP, Perl, Python, ASP, Ruby) وما إذا كان في صلب خادم الويب وحدة نمطية، مشغل البرمجة تم تحميلها مسبقا وليس لديها يمكن تحميل كل مرة طلب يجري.
- ملقمات تطبيق الويب هي الوسيطة التي تربط مختلف مكونات البرنامج مع خادم الويب ولغة البرمجة. على سبيل المثال، يمكن لتطبيق خادم الويب تمكين الاتصال بينAPI لـ GIS وخادم الويب، قاعدة بيانات مكانية أَو تطبيقات امتلاكية أخرى.خادمات تطبيقِ الويبِ المثاليةِ مكتوبة بلغة جافا، سي، سي + +، جيم # أو غيرها من لغات البرمجة. ملقمات تطبيق الويب مفيدة أيضا عند تطوير تطبيقات الويب المعقدة الحقيقي ويب أو رسم الخرائط الجغرافية GIS..
- قواعد البيانات المكانية قواعد البيانات المكانية وعادة ما تكون قواعد البيانات العلائقية معززة مع أنواع البيانات الجغرافية، والأساليب والخصائص. كلما كانت ضرورية لتطبيق ورسم الخرائط على شبكة الإنترنت للتعامل مع البيانات الديناميكية (التي تتغير بشكل متكرر) أو مع كمية ضخمة من البيانات الجغرافية. قواعد البيانات المكانية تسمح الاستعلامات المكانية، ودون تحديد، إعادة الإسقاطات، والتلاعب بهندسة العرض واستيراد مختلف صيغ التصدير. وهناك مثال شعبي مفتوح المصدر لقاعدة البيانات المكانية هو PostGIS.ينفذ (MySQL) أيضا بعض السمات المكانية، وإن لم تكن ناضجة كما PostGIS. البدائل التجارية هي أوراكل المكانية أو تمديدات المكاني لمزود الخدمة مايكروسوفت و IBM DB2. مميزات OGC البسيطة مزود للمواصفات وهو معيار هندسة نموذج بيانات ومشغل لمجموعة قواعد البيانات المكانية. معظم قواعد البيانات المكانية OGC تنفيذ هذا المعيار.
- خادم WMS  هي خدمة الخرائط على شبكة الإنترنت المتخصصة تنفيذها كتطبيق CGI، أو Java Servlet أو غيرها من تطبيق خادم الويب. إما لأنها تعمل كملقم مستقل أو على شبكة الإنترنت بالتعاون مع خوادم الويب الموجودة أو خوادم التطبيقات على الشبكة العالمية (حالة عامة). خوادم WMS يمكنها توليد خرائط بناء على طلبها، وذلك باستخدام المعايير، مثل طبقة خريطة النظام، والتصميم / تجسيدا، ومدى الخريطة، تنسيق البيانات، والإسقاطات، الخ عرف ائتلاف OGC لتحدد معيار WMS لتحديد الطلبات الخريطة وعودة تنسيقات البيانات. تنسيقات الصور النمطية للنتيجة الخريطة هي (PNG, JPEG, GIF، SVG).هناك مصدر مفتوح لخادمات WMS مثل UMN Mapserver و Mapnik.

البدائل التجارية موجودة من الباعة معظمها نظم المعلومات الجغرافية التجارية GIS، مثل ESRI ArcIMS، الرسم البياني لخريطة التصور والتحليل المنتج وغيرها.

### تقنيات جانب العميل
- متصفح ويب—وفي الإعداد الأبسط، مستعرض الويب فقط هو المطلوب. جميع متصفحات الويب الحديثة تدعمHTML والصور النقطية (JPEG, PNG و GIF).بعض الحلول تتطلب ملحقات إضافية (أنظر أدناه).
- ECMAScript الدعم—ECMAScript هو الإصدار الموحد من جافا فمن الضروري لتنفيذ جانب العميل التفاعل، من إعادة بيع ديون DOM لصفحة الويب وطلبات للقيام الشبكة حاليا جزءا من أي متصفح الشبكة الحديثة.
- دعم الأحداث—أحداث مختلفة ضرورية لتنفيذ الخرائط التفاعلية العميل الجانب.أحداث يمكن أن تؤدي إلى تنفيذ البرنامج النصي أو عمليات سميل. اننا نميز بين :
  - أحداث الماوس (فأر أسفل، فأر فوق، مرر الفأرة فوق، تحرّك فأرِ، انقر فوق)
  - أحداث لوحة المفاتيح (مفتاح أسفل، ضغطة، مفتاح فوق)
  - الدولة الأحداث (تحميل، تفريغ، إحباط، خطأ)
  - تحور الأحداث (رد فعل على التعديلات من شجرة دوم، على سبيل المثال DOMNodeInserted)
  - سميل أحداث الرسوم المتحركة (رد فعل على ولايات مختلفة في سميل الرسوم المتحركة إبدأْ حدثاً، حدث نهايةِ، حدث مُعاد)
  - واجهة الأحداث (بؤرة في، بؤرة خارج، تنشيط)
  - أحداث معينة (SVGZoomتقريب، SVGScroll، تغيير الحجمSVGResize)
- شبكة طلبات—وهذا أمر ضروري لتحميل البيانات الإضافية والمحتوى في صفحة على شبكة الإنترنت. معظم المتصفحات الحديثة توفر للكائن XMLHttpRequest التي تسمح للحصول على وظيفة تطلب المتشعب، ويقدم بعض ردود الفعل على تحميل بيانات الدولة. البيانات الواردة يمكن معالجتها بواسطة ECMAScript ويمكن إدراجها في شجرة دوم الحالي لصفحة الويب / خريطة الشبكة. SVG كلاء المستخدم بدلا من توفير getURL () وpostURL () طرق لطلبات شبكة الاتصال. فمن المستحسن لاختبار وجود طلب شبكة الأسلوب وتوفير بدائل إذا كان أسلوب واحد غير موجود. على سبيل المثال، يمكن أن دالة مجمع معالجة طلبات شبكة الاتصال واختبار ما إذا كان XMLHttpRequests أو getURL () أو الطرق البديلة المتاحة واختيار واحد من أفضل ما هو متاح. الطلبات الشبكة تعرف أيضا بمصطلح Ajax.
- دعم DOM

تربيطة نماذج الوثائق توفر لغة مستقلة API للتلاعب من شجرة وثيقة من صفحة الويب. فإن الكشف عن خصائص العقد الفردية من شجرة الوثيقة، يسمح لادخال العقد الجديد، وحذف العقد، والعقد إعادة ترتيب وتغيير العقد الموجودة. دعم DOM يتم تضمينها في أي متصفح شبكة حديثة. DOM جنبا إلى جنب مع دعم البرمجة هو الذي يعرف أيضا DHTML أو Dynamic HTML. خرائط جوجل وغيرها من المواقع على شبكة الإنترنت لرسم الخرائط باستخدام مزيج من DHTML, Ajax, SVG و VML.
- دعم SVG أو تأييد صورة SVG—SVG هو اختصار ل «قابلة للتطوير الرسومات الموجهة» ويدمج مكافحة ناقلات الرسومات، الغرافيكس والنص. SVG كما تدعم الرسوم المتحركة، والتدويل، والتفاعل، والبرمجة وإكس إم إل الآليات القائمة على التمديد. SVG هو خطوة كبيرة إلى الأمام عندما يتعلق الأمر بتقديم جودة عالية، والخرائط التفاعلية. في وقت كتابة هذا التقرير (2007-01)، SVG هو أصلا معتمدة في موزيللا / فايرفوكس> الإصدار 1.5، أوبرا> الإصدار 9 والنسخة المطورة لسفاري / بكت. مستخدمي إنترنت إكسبلورر لا تزال بحاجة إلى أدوبي SVG المشاهد التي يقدمها البرنامج المساعد أدوبي. بالنسبة لكتاب الألمانية على رسم الخرائط على شبكة الإنترنت مع SVG انظر [15]) للحصول على ورقة الإنجليزية على SVG انظر رسم الخرائط.
- دعم جافا

بعض المتصفحات لا تزال توفر النسخ القديمة من آلة جافا الافتراضية. وبديل ذلك هو استخدام صن جافا المساعد. جافا هو كامل متميز لغة البرمجة التي يمكن استخدامها لإنشاء خرائط متطورة للغاية وتفاعلي على شبكة الإنترنت. وJava2D وJava3D توفر مكتبات 2D و 3D ناقلات الرسومات الدعم. إنشاء جافا يستند على خرائط الويب يتطلب الكثير من البرمجة.Adrian Herzog (تناقش استخدام تطبيقات جافا لعرض خرائط التظليل النسبي التفاعلية وخرائط بيانيه).
- ويب متصفح المحمول
  - أدوبي أكروبات—يوفر مكافحة ناقلات الرسومات ذات جودة عالية ودعم الطباعة. يسمح للتبديل من طبقات الخرائط، وصلات علوية، وتضمين الوسائط المتعددة، وبعض التفاعل الأساسية والبرمجة (ECMAScript) معيار قياسي.
  - أدوبي فلاش—يوفر مكافحة ناقلات الرسومات والصور المتحركة ودعم الوسائط المتعددة. يتيح إنشاء خرائط تفاعلية متطورة، كما هو الحال مع جافا وSVG. ملامح لغة البرمجة (أكشن) الذي يشبه لECMAScript. يدعم الصوت والفيديو.
  - آبل كويك تايم—ويضيف دعما إضافيا لتنسيقات الصور والفيديو والصوت وكويك تايم الواقع الافتراضي (صور البانوراما). الوحيدة المتاحة للماكنتوش وويندوز.
  - أدوبي SVG المشاهد—SVG 1.0 تقديم الدعم لمتصفحات الويب، والمطلوب فقط لمستخدمي إنترنت إكسبلورر، لأنه لا يَدْعمُ SVG لحد الآن محلّياً. أدوبي SVG المشاهد لم يطور أي وضع آخر، فقط يسد هذه الثغرة حتى يَكْسبْ إنترنت إكسبلوررَ دعمَ SVG محلي.
  - sun جافا المساعد يقدم الدعم للأحدث ومميزات جافا المتقدمة.